# 3:36 (Music to Sleep To)
3:36 (Music to Sleep To) é um álbum de autopublicação de música ambiente da cantora estadunidense Poppy com o apoio de polissonográficos da Escola Universitária de Medicina de Washington.

## Composição
3:36 (Music to Sleep To) é álbum experimental desenvolvido especificamente para ajudar a facilitar uma noite de sono completa e manter um estado de sonho saudável. Poppy promoveu o álbum com referências ao seu título em seus vídeos do YouTube.

## Recepção da crítica
A revista Rolling Stone descreveu o álbum como "intencionalmente soporífero" e fez uma comparação dele com o estilo ASMR. The Culture Trip descreveu que o conteúdo do álbum era relevante, no entanto, criticou a capa do álbum como algo decepcionante e sem sentido. O álbum também foi listado pelo mesmo em "As Piores Capas de Álbuns de 2016".

## Lista de faixas
Todas as faixas foram compostas por Titanic Sinclair e Poppy.
| 3:36 (Music to Sleep To) |                     |         |  |
| N.º                      | Título              | Duração |  |
| 1.                       | "Obnoxious Blocks"  | 4:42    |  |
| 2.                       | "Mind Aide"         | 4:34    |  |
| 3.                       | "Catholic Camera"   | 3:59    |  |
| 4.                       | "Drop in the Ocean" | 4:38    |  |
| 5.                       | "Me Time Me"        | 4:46    |  |
| 6.                       | "Phonic"            | 4:32    |  |
| 7.                       | "Glass Milk"        | 4:04    |  |
| 8.                       | "Telepathy"         | 4:06    |  |
| 9.                       | "Air People"        | 4:36    |  |
| 10.                      | "Doctor Bite"       | 4:25    |  |
| Duração total:           | Duração total:      | 44:22   |  |